# Station Langgade
Station Langgade is een S-tog-station in Kopenhagen, Denemarken. Het is genoemd naar de Langgade, de straat waar het station aan ligt.

## Geschiedenis
De opening van een nieuw centraal station voor Kopenhagen op 1 december 1911 betekende de opheffing van de lijn tussen Frederiksberg en het oude centraal station (1864 – 1911). Om de treindienst op de Frederikssundbanen ook het nieuwe centraal station te laten bedienen werd tussen Vanløse en Valby een nieuw enkelsporig tracé aangelegd.
In 1929 werden plannen voorgelegd om het voorstadsverkeer met elektrische treinen te verzorgen en op 3 april 1934 werd de eerste S-tog lijn geopend. Op 1 november 1934 was een spoor tussen Hovedbanegård en Valby onder de draad gebracht en het was de bedoeling om ook de Frederikssundbanen in het stadsgewestelijk net op te nemen. Hiertoe werd het enkelsporige tracé uit 1911 uitgebouwd tot dubbelspoor en geëlektrificeerd. Onderweg kwamen twee stations, waarvan het zuidelijkste bij de Langgade. Het station werd samen met de verlenging van de S-tog tot Vanløse geopend op 23 september 1941 onder de naam Valby Langgade. Om verwarring met het station van Valby te voorkomen werd de naam in 1946 ingekort tot Langade. 

## Ligging en inrichting
Het station ligt aan de oostkant van de Herman Bangs Plads met een stationshal op de begane grond en een eilandperron op de spoordijk. De sporen kruisen ten zuiden van het perron de Valby Langgade over twee parallelle viaducten. De sporen ten noorden van het perron lopen verder over de spoordijk die vlak ten noorden van het station het opgebroken tracé kruist dat de Vestbanen tussen 1864 en 1911 gebruikte. Dat tracé is op de kaart nog herkenbaar door het volkstuinencomplex ten noorden van de Roskildevej langs de Jyllandsvej en de grote afstand tussen de huizen langs de Monrads Allé en de Søndre Allé ten westen van het station. 
Het perron is met een lift en een vaste trap verbonden met de stationshal waar tot 1 april 1996 ook een kaartverkoop was. De stationshal is alleen aan de westkant toegankelijk sinds de oostelijke toegang aan de Aksel Sandemoses Plads in het kader van “gebiedsvernieuwing” werd gesloten. Het perron is deels overkapt met een zadeldak en heeft een wachtkamer.
Op 26 januari 2011 werd het station na een lange renovatie heropend. De renovatie maakte deel uit van het programma 'S-treinstations van de toekomst'. Zo zijn hier de muren langs de trappen in het oude stationsgebouw opgesierd met foto's gemaakt door fotograaf Alio Viera.

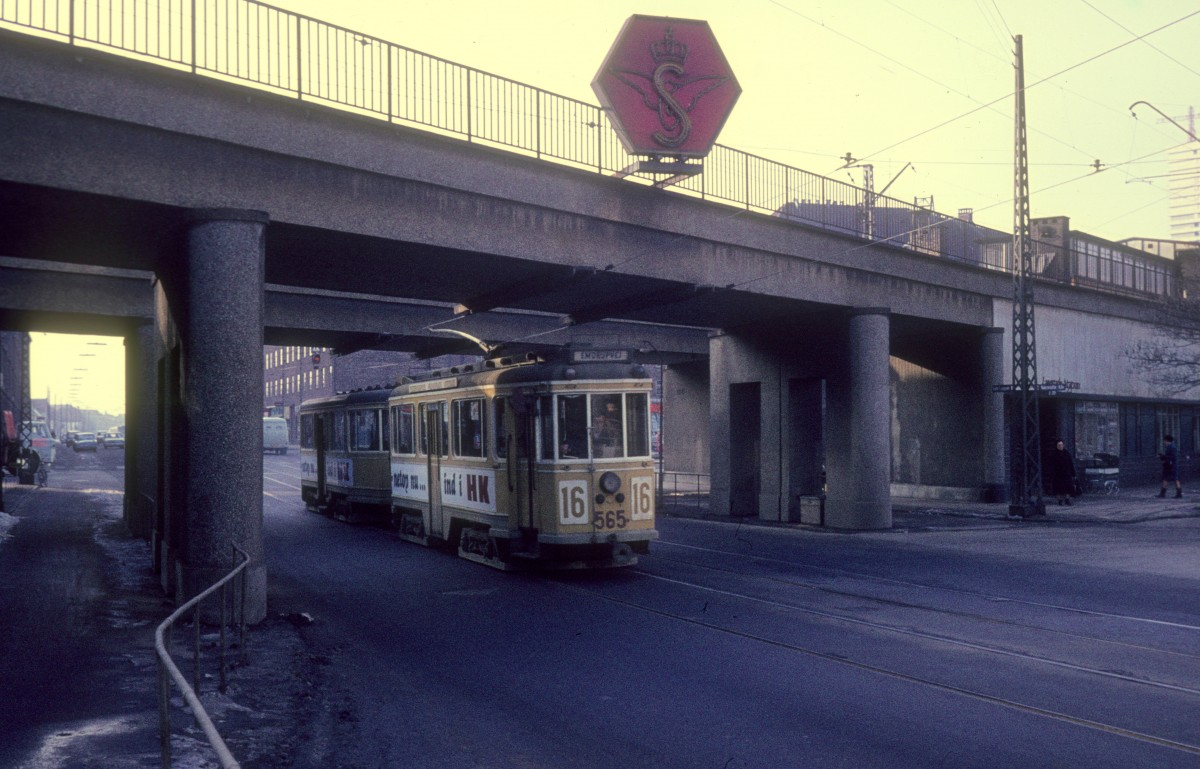
Een stadstram onder het spoor in april 1969, gezien uit het oosten.
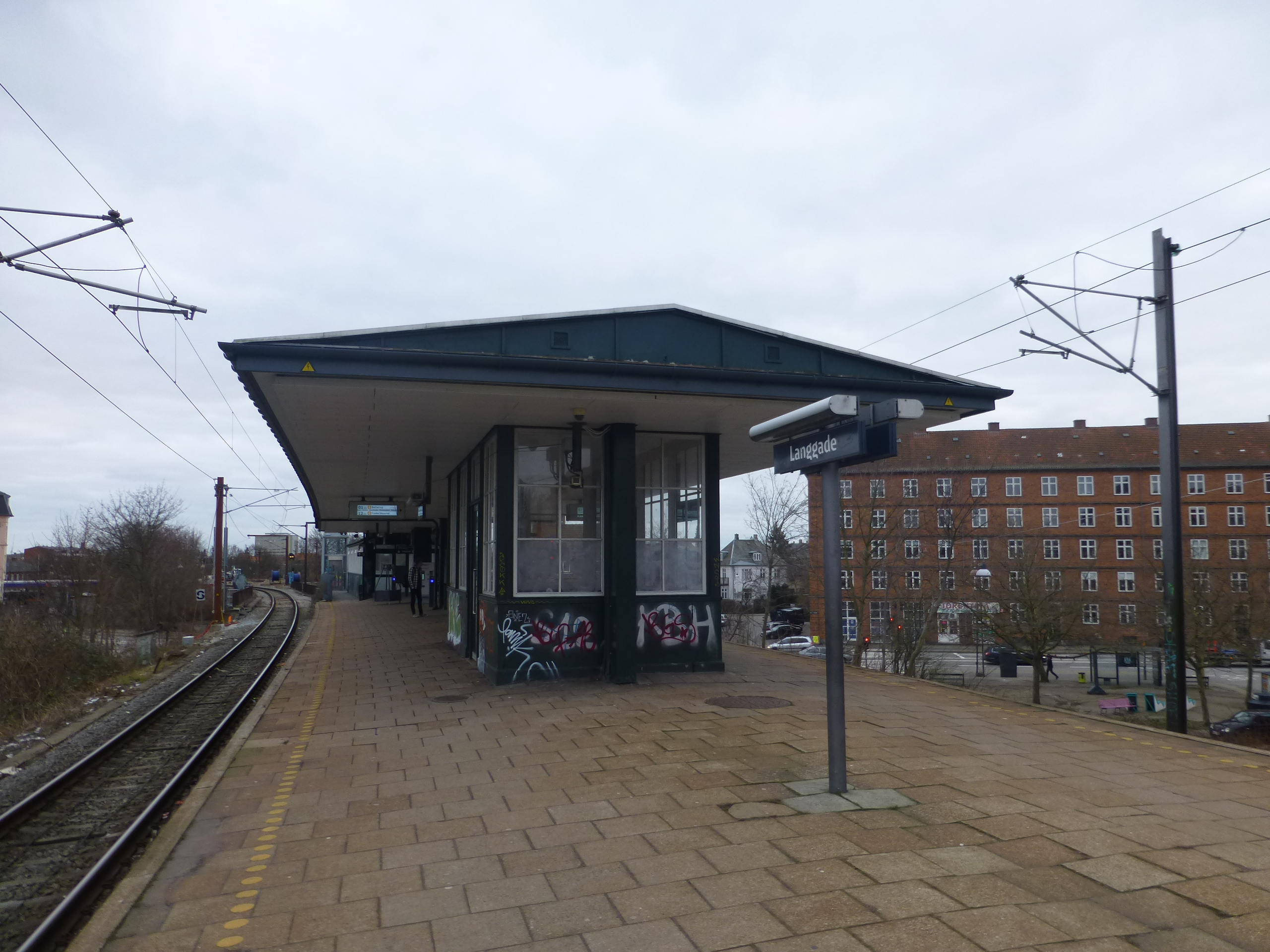
Het perron gezien naar het zuiden.
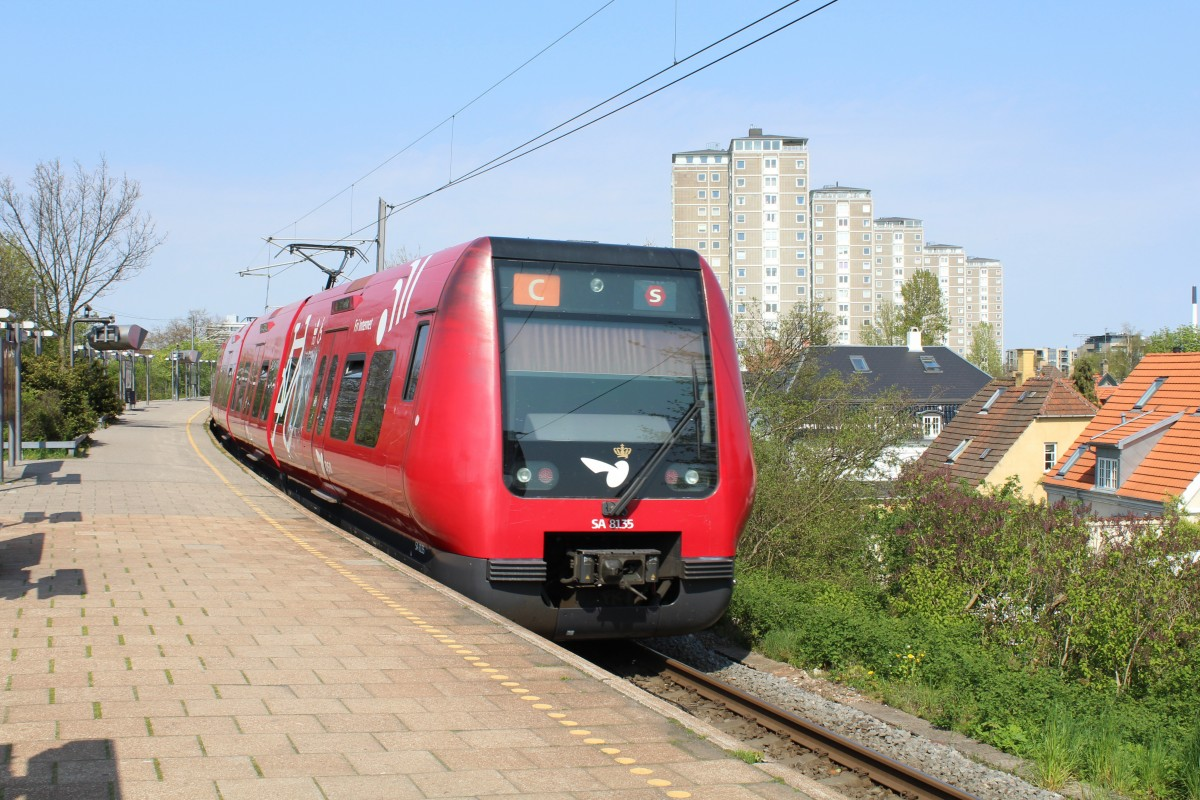
Lijn C verlaat het station in de richting Frederikssund.

Frederikssund · Ølstykke · Egedal · Stenløse · Veksø · Måløv · Ballerup · Malmparken · Herlev · Vanløse · Flintholm · Peter Bangs Vej · Langgade ·  Valby · Carlsberg · Dybbølsbro · København H · Vesterport · Nørreport · Østerport